# Symbiontida
A Symbiontida az ostoros moszatok (Euglenozoa) feltételezett bazális kládja Thomas Cavalier-Smith 2016-os ostorosmoszat-rendszertana szerint. 2023 áprilisában az Interim Register of Marine and Nonmarine Genera szerint a klád altörzs. Egy, az Euglenozoáról szóló 2021-es áttekintés szerint szinonimája a Postgaardia. Mivel az Euglenozoa bazális eukarióták kládja lehet, a Postgaardia tanulmányozása az eukarióta evolúció, például az eukarióta jellemzők – így az Alphaproteobacteria-eredetű mitokondrium – megjelenésének is tanulmányozásában is fontos.
Az Euglenozoa a Discoba ostoros kládja. Számos gyakori szabadon élő és néhány fontos parazita faja van, közülük egyesek humán patogének. 4 fő kládja a Kinetoplastida, a Diplonemida, az Euglenida és a Symbiontida. Általában egysejtű, 15–40 μm-es fajok, de egyes Euglenida-fajok 500 μm hosszúak is lehetnek.

## Történet
A kládot eredetileg az Euglenidába sorolták. 2009-ben a kládot már leírták Yubuki  et al. Symbiontida néven – Adl  et al. 2019-es rendszertana is e nevet használja –, de csak 2016-ban választotta külön az Euglenidától Thomas Cavalier-Smith 18S rDNS-alapú filogenetikai fák alapján, ő Postgaardia néven írta le. Mivel a szintén eredetileg oda sorolt Calkinsia és a Bihospites ultraszerkezete is jobban hasonlított a Postgaardira, ezek igazolták a Postgaardia megkülönböztetését. E kládot önálló altörzsbe sorolta. Cavalier-Smith később altörzsággá sorolta át.
Adl  et al. 2019-es rendszertanában az Euglenidán kívüli önálló kládként szerepel.

## Jellemzők
Az Euglenozoa morfológiailag ostorai ultraszerkezetével jellemezhető. A normál támasztó mikrotubulusok és axonémák mellett paraxonémás hasáb található benne, mely az egyik ostorban csőszerű, a másikban rácsos. Ez alapján 2 kisebb klád tartozik ide: a Diplonemida és a Postgaardi. Nincs benne glikoszóma.
A Postgaardia az Euglenozoa egyik korán kialakult kládja, mely az Euglenida vagy a Glycomonada testvércsoportja lehet az evolúciós szekvenciafákon. A Postgaardia altörzsbe azért kerültek kládjai, mert az Euglenidától és a Glycomonadától is jelentősen különböznek. Átmeneti zónája erősen megnyúlt, paraxiális lemeze az átmenetivel ellentétes oldalon van, a proximális felülettel közel egyenlő szárú háromszöget alkot. Axonémája 9+2 szerkezetű, mikrotubulusai dubletteket alkotnak karokkal és tüskékkel.
A Postgaardia kétostorú szabadon élő anaerob vagy mikroaerofil klád epibionta baktériumokkal hosszanti sorokban. Erősen kontraktilis pellikulája van sok egyenlően eloszló mikrotubulussal és megkülönböztethető morfogenetikai párok nélkül. Sejtszájat vagy rezervoárt körbevevő rostok, cementált állkapocstámaszték és kemény longitudinális egyenes cementált hasábok nincsenek benne, sejtgarata egyszerűsödött. A Postgaardea az egyetlen osztálya.
A Postgaardi és a Calkinsia FA-ultraszerkezetének vizsgálata azokat alapjaiban hasonlónak mutatta ki, így Cavalier-Smith önálló Postgaardida rendbe és Postgaardea osztályba sorolta, mivel mindkét nemzetség 6 ujjszerű kiemelkedéssel rendelkezik. A Postgaardi-pellikula mikrotubulus-szerkezete megkülönböztethetetlen a nagy Kinetoplastida- és a Diplonemida-fajokban lévőtől, és nem követi az „Euglenida-mintát”.
Mikroaerofil vagy anaerob fagotróf sejtek tartoznak ide szimbionta baktériumokkal, melyek a bennük lévő redukált cristájú mitokondrium vagy cristák nélküli mitokondriális eredetű sejtszervecske felszíne felett élnek. Anoxiás üledékekben kénoxidáló Epsilonproteobacteria-fajok kapcsolódnak hozzá.
Ferrimágneses nanorészecskéket, például magnetitet termel.
Kommenzalista.

## Genetika
Nem ismertek Tc-38-szerű fehérjék benne, ahogy a Kinetoplastida kivételével minden Euglenozoa-kládban.

## Rendszertan
Cavalier-Smith (2017) az alábbi kládokra osztotta:
- Postgaardia Cavalier-Smith 2016 stat. nov. Cavalier-Smith 2017
  - Postgaardea Cavalier-Smith 1998 s.s. [Symbiontida Yubuki et al., 2009]
    - Bihospitida Cavalier-Smith 2016
      - Bihospitidae Cavalier-Smith 2016

    - Postgaardida Cavalier-Smith 2003
      - Calkinsiidae Cavalier-Smith 2016
      - Postgaardidae Cavalier-Smith 2016

Cavalier-Smith 2016-os tanulmánya ezenkívül megkülönböztet egy tengeri DNS-alapú kládot, mely a Calkinsia aureusszal és a Postgaardival együtt a Postgaardida kládot alkotja, melynek testvércsoportja a Bihospites baccati. A Postgaardia lehetséges testvércsoportja az rDNS-alapú fák alapján az Euglenida, a Glycomonada vagy az Entosiphon lehet.
Bannerman  et al. 2018-as tanulmánya szerint a Kinetoplastida testvércsoportja. Genomikai és α-rendszertani jellemzők is megkülönböztetik a kládot a többi Euglenozoa-kládtól.